# Thricops himalayensis
Thricops himalayensis är en tvåvingeart som beskrevs av Adrian C. Pont 1976. Thricops himalayensis ingår i släktet Thricops och familjen husflugor.
Artens utbredningsområde är Nepal. Inga underarter finns listade i Catalogue of Life.